# Anna Deavere Smith
Anna Deavere Smith (18 de setembro de 1950) é uma dramaturga e atriz de renome estadunidense de cinema, teatro e televisão.

## Ligações Externas
- Anna Deavere Smith. no IMDb.
- Predefinição:IBDB name
- Anna Deavere Smith PBS Now, 2006
- TED Talks: Anna Deavere Smith's American character at  in 2005
- Smith Weaves Multiple Stories of Healthcare Struggles into New Solo Performance – video report by